# مخلد العتیبی
مخلد العتیبی (عربی: مخلد ماهل العتيبي؛ زادهٔ ۲۰ ژوئن ۱۹۷۶) دونده دو استقامت اهل عربستان سعودی است.